# Hexen (film, 1949)
Pour plus de détails, voir Fiche technique et Distribution.
Hexen (en français Sorcières) est un film autrichien réalisé par Hans Schott-Schöbinger sorti en 1949.

## Synopsis
Le défunt propriétaire d'un château médiéval a fait la disposition suivante dans son testament : la plus âgée des deux demi-sœurs Katharina et Margrit von Kronberg, c'est-à-dire Margrit, deviendra l'héritière de son puissant domaine à condition qu'elle épouse un cousin, Heinz Wagner, qui vient de revenir de captivité. Lorsque Margrit observe Katharina et Heinz à un rendez-vous au bord d'un lac voisin, Margrit demande à son futur mari que Katharina quitte le château immédiatement avant le mariage.
Alors, folle de colère, Katharina projette d'empoisonner Margrit. Ce n'est que lorsque Katharina rêve que les jeunes du village vengeront la mort violente de Margrit selon la vieille tradition et la brûleront sur le bûcher comme les sorcières l'étaient au Moyen Âge, qu'elle abandonne son plan sanglant après s'être réveillée de ce cauchemar. Son changement de volonté est récompensé : Heinz a décidé d'épouser Katharina et non Margrit.

## Fiche technique
- Titre : Hexen
- Réalisation : Hans Schott-Schöbinger
- Scénario : Hans Schott-Schöbinger
- Musique : Willy Schmidt-Gentner
- Direction artistique : Fritz Jüptner-Jonstorff, Alfred Palenscar
- Photographie : Willi Sohm, Walter Riml
- Son : Martin Krämer
- Montage : Arnfried Heyne
- Production : Walter Tjaden
- Société de production : Alpenfilm-Austria (AFA)
- Société de distribution : Oefram Filmgesellschaft
- Pays d'origine :  Autriche
- Langue : allemand
- Format : Noir et blanc - 1,37:1 - Mono - 35 mm
- Genre : Drame
- Durée : 71 minutes
- Dates de sortie :
  -  Autriche : 8 avril 1949.

## Distribution
- Edith Mill : Katharina von Kronberg
- Margrit Aust (de) : Margit von Kronberg
- Curd Jürgens : Heinz Wagner
- Willy Danek (de) : Felix von Kronberg
- Helmut Ebbs : Konrad von Kronberg
- Hans Graff : Franz, le majordome
- Erich Schachinger : Peter
- Hansjörg Adolfi : le prêtre
- Hans Marschner : Dr. Leistenberg
- Otto Langer : le notaire
- Curt Georg Köhler : le juge
- Beppo Seidler : l'organiste

## Production
Hexen est tourné entre septembre et décembre 1948 dans des lieux styriens (Bad Gleichberg, Stadt-Felbach, Château de Riegersburg (de), Thalerhof près de Graz, studios d'AFA Graz-Thalerhof (de)).